# محمد خان أوستاجلو
الخان محمد بك ميرزا أوغلو بك أستاجلو (بالفارسية: خان محمد بیگ میرزا اوغلو بیگ استاجلو) (وفاتُه: 2 رجب 920هـ المُوافق فيه 23 آب (أغسطس) 1514م) المعروف بِـ«محمد خان استاجلو». هو قائدٌ عسكري كبير في الدولة الصفويَّة ومن أقوى أمراء القزلباش. كان له دورٌ محوري في فُتُوحات الشاه إسماعيل، وقاد حملات عسكريَّة لِتحقيق الانتصارات الصفويَّة في آسيا الصُغرى وبلاد الرافدين. وقد قتل أثناء قيادته للجُيُوش الصفويَّة في معركة چالديران.